# 1720 az irodalomban
Az 1720. év az irodalomban.

## Új művek
- Daniel Defoe regénye: Captain Singleton, teljes címe: The Life, Adventures and Piracies of the Famous Captain Singleton (Singleton kapitány kalandjai).

## Születések

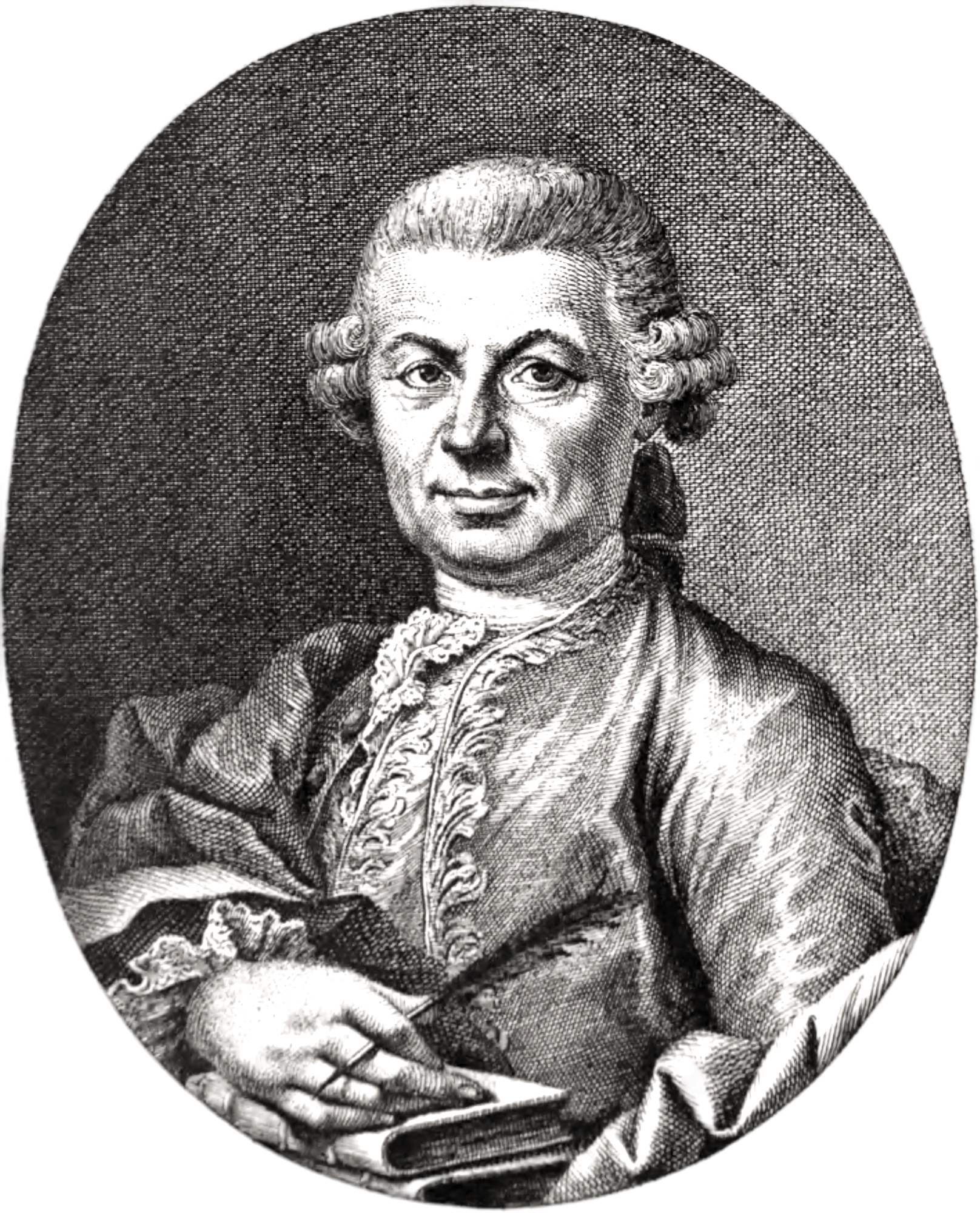
Carlo Gozzi

- január 29. – Franciszek Bohomolec lengyel drámaíró, nyelvész, színházi reformer, az udvari nyomda vezetője († 1784)
- december 13. – gróf Carlo Gozzi olasz író, drámaíró († 1806)